# 赤倉温泉 (新潟県)

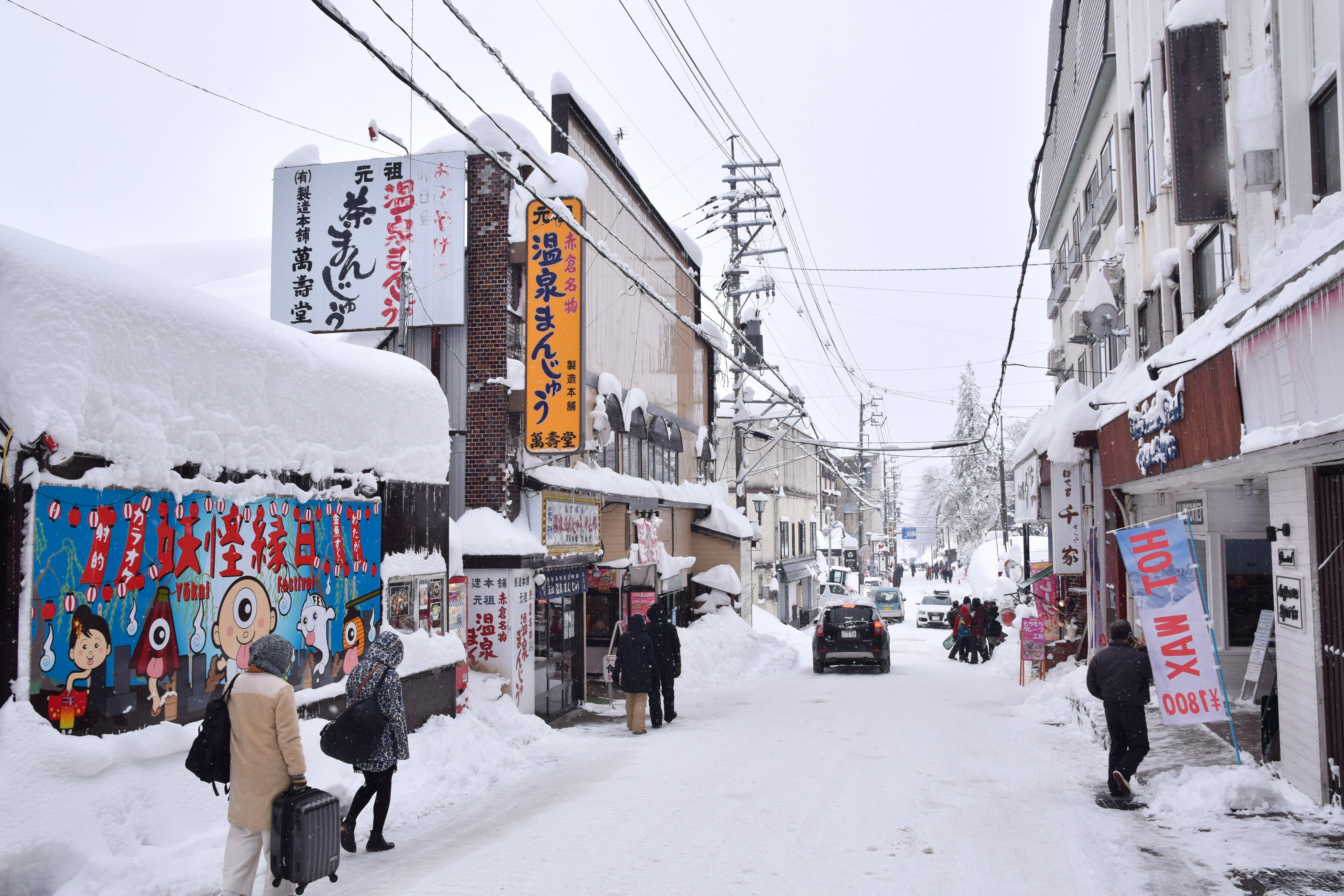
冬の赤倉温泉（2019年2月）

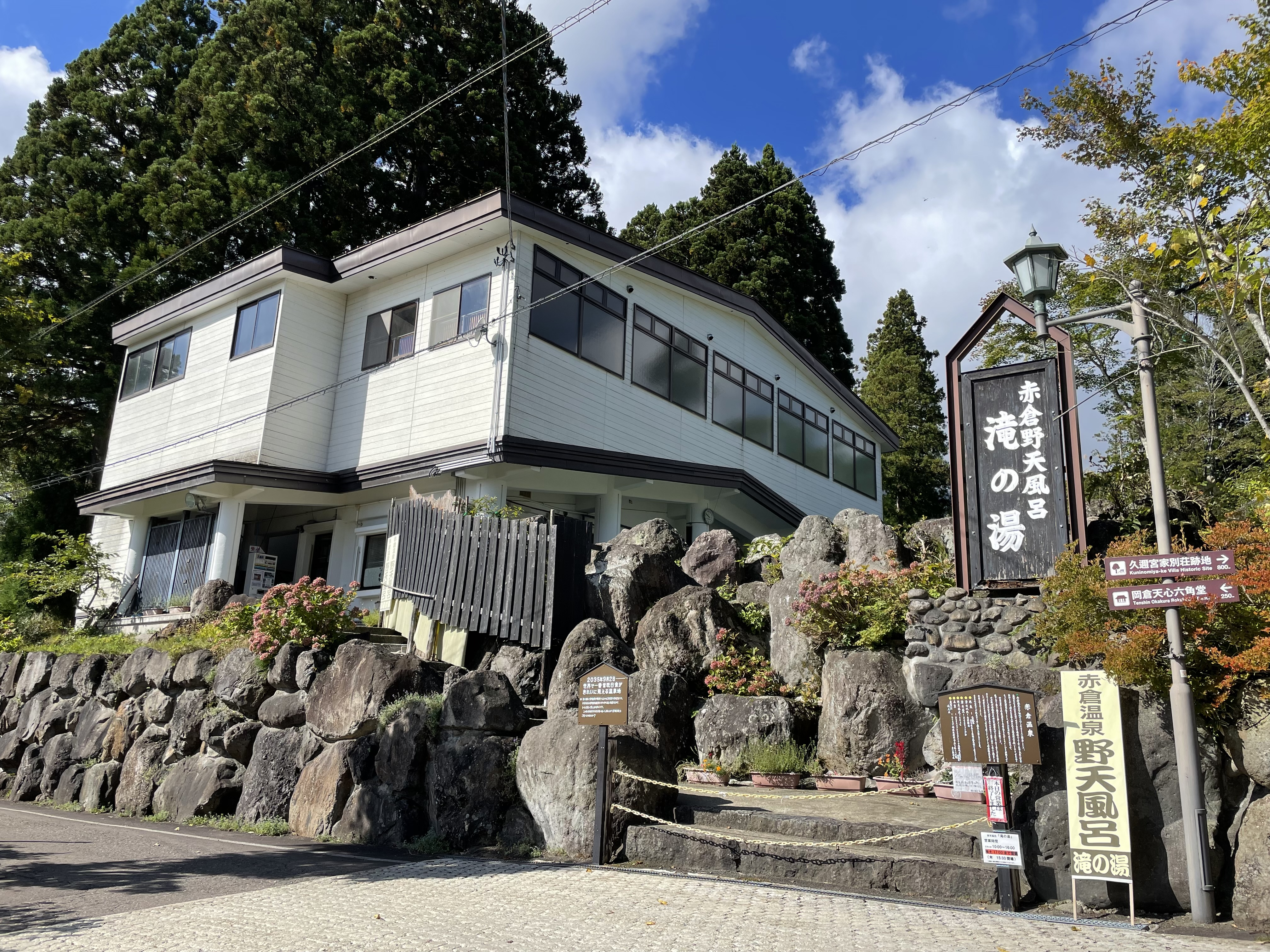
野天風呂 滝の湯

赤倉温泉（あかくらおんせん）は、新潟県妙高市（旧国越後国）にある温泉。スキー場が有名で、この地域では随一の温泉街を形成する。妙高戸隠連山国立公園区域内にある。

## 泉質
- 硫酸塩泉
- 炭酸水素塩泉
  - 毎分2,042リットルの湧出量

## 温泉街
妙高山、および同山の外輪山カルデラの一部である赤倉山の山腹に位置する。江戸時代の湯治場から、明治以降はスキーリゾートとして本格的に開発された。日本でも有数の規模を誇る赤倉温泉スキー場を抱える。民宿や山荘などのリーズナブルな宿から、老舗旅館や高級リゾートホテルといった、幅広い宿泊施設を有する。
立ち寄り施設としては、「野天風呂 滝の湯」（営業期間：4月下旬〜11月上旬頃）という露天風呂が存在する。開湯170年を記念して1986年（昭和61年）に造られた。足湯に入れる足湯公園もある。宿泊施設によっては、入浴のみの利用も可能なところがある。

## 歴史

### 江戸時代
長らく、霊山妙高山の一角として一般の入山は禁じられて来た。1814年（文化11年）に地元民が開発を高田藩に願い出し、翌1815年（文化12年）に開発が許可。1816年（文化13年）に実際の開発に着手、一本木新田に引湯に成功した。運営を高田藩が担当する、日本唯一の藩営温泉であった。開湯から数年で10軒ほどの温泉街が形成された。

### 明治以降
1888年（明治21年）の官設鉄道（後の信越本線）開通に伴う田口駅（現在の妙高高原駅）の開業、1893年（明治26年）の碓氷峠区間開通による上野駅からの直通列車運転開始により、赤倉への交通利便性は大きく改善され、尾崎紅葉、岡倉天心、与謝野晶子ら、東京在住の文人も赤倉を訪れた。尾崎は自著「煙霞療養」で赤倉を絶賛した。岡倉は赤倉をこよなく愛し、フランスのパリ近郊にあって近代絵画のバルビゾン派の由来ともなったバルビゾンになぞらえて高く評価した末、1913年（大正2年）にこの地につくった別荘で永眠した。
1912年（大正元年）には弁護士で衆議院議員の小出五郎や東京帝国大学医科大学教授の入沢達吉らにより会員制の別荘地である「妙高倶楽部」が設立され、欧風の高級スキーリゾート地としての発展が始まった。1922年（大正11年）には侯爵細川護立が赤倉に別荘を作り、翌1923年（大正12年）夏には皇太子裕仁（後の昭和天皇）との結婚を同年秋に控えていた婚約者の久邇宮良子女王（後の香淳皇后）が細川の別荘に滞在した。婚儀は同年9月1日の関東大震災により延期された後、1924年（大正13年）1月に行われたが、同年には皇太子妃の実家となった久邇宮が赤倉に別荘を作った。1937年（昭和12年）には当時の日本政府による外貨獲得を目的とした国策ホテルの一つとして「赤倉観光ホテル」が開設され、帝国ホテルが運営にあたった。第二次世界大戦が激化すると多くの文人が疎開し、中でも小杉放菴は戦災で東京の自宅が焼失したこともあり、戦後も同地に居住した。
戦後、臣籍降下をして皇族を離れた久邇家は別荘を売却したが、1956年（昭和31年）には温泉街を含む妙高山一帯が上信越高原国立公園に追加指定され、文化景観を含む保護が進められた。赤倉観光ホテルは1965年（昭和40年）に焼失したが、ホテルは翌年に建造時の姿を模して再建され、2025年（令和7年）時点では新潟県によって運営されている。また、旧久邇宮家別荘は取り壊された後、跡地が2016年（平成28年）の開湯200年を機に跡地整備が進められ、公園として開放された。

## その他
本州で148年ぶりに観測可能な2035年9月2日の皆既日食の中心線が当温泉を通り好条件で観測できることから、滝の湯の前などに「2035年9月2日世界で一番皆既日食がきれいに見える温泉地」と書かれた看板が2020年に設置されている。また、この日は岡倉天心が赤倉で没した命日とも重なっている。

## アクセス
公共交通
- えちごトキめき鉄道妙高はねうまライン・しなの鉄道北しなの線妙高高原駅から西へ5 km。
  - 同駅から妙高市営バス（ぶらっと妙高山麓周遊バス）で約15分。
- 冬季は温泉街と赤倉温泉スキー場を結ぶ無料循環シャトルバスが運行されている[6]。また、池の平温泉スキー場をはじめとする近隣の温泉地およびスキー場との間でMt.Myokoシャトルバスが運行される。
- このほか、当スキー場周辺エリアへの直通アクセスとしては、季節限定で北陸新幹線上越妙高駅から頸南バス「妙高高原ライナー」が運行されている。

車
- 上信越自動車道妙高高原ICから県道で5 km